# ブライアン・マッキャン
- ブライアン・マキャン

ブライアン・マイケル・マッキャン（Brian Michael McCann, 1984年2月20日 - ）は、アメリカ合衆国ジョージア州クラーク郡アセンズ出身の元プロ野球選手（捕手）。右投左打。

## 経歴

### プロ入り前
ジョージア州アセンズで誕生。少年時代は同州アトランタに本拠地を置くブレーブスのファンで、ジョン・スモルツのサインボールを宝物にしていたという。ダルース高校へ進学。ベースボール・アメリカによる高校生プロスペクトで26位にランクされた。

### プロ入りとブレーブス時代
2002年のMLBドラフト2巡目（全体64位）でそのブレーブスから指名を受け、プロ入り。
2005年6月10日にメジャーデビューを果たした。しばらくはスモルツの専属捕手を務めており、スモルツが4登板中3試合で完投を記録したため、マッキャンのリードもまた評価されるようになった。この年のブレーブスはジョニー・エストラーダが正捕手を務めていたが、後半戦はマッキャンが先発出場するようになり、59試合で打率.278、5本塁打、23打点を記録した。マッキャンについてスモルツは「彼ほど若いのに落ち着いたキャッチャーは初めて」、エストラーダは「若いし、打撃力もある。可能性は大きいよね」と語っている。
スモルツから投球術を学んだマッキャンは投手陣からの信頼が厚かったため、ブレーブスはエストラーダを放出し、2006年はマッキャンに正捕手の座を与えた。マッキャンは期待に応え、5月下旬には左足首を痛めて故障者リスト入りしたものの、7月にはオールスターに初めて選出されるなど活躍。同月15日から19日にかけては、捕手としては9年ぶりとなる5試合連続本塁打も記録している。最終的に規定打席到達こそ逃したものの、打率.333、24本塁打、93打点、OPS.960という成績を残した。本塁打数は捕手ではMLB最多となり、シーズン終了後にはシルバースラッガー賞を初めて受賞した。

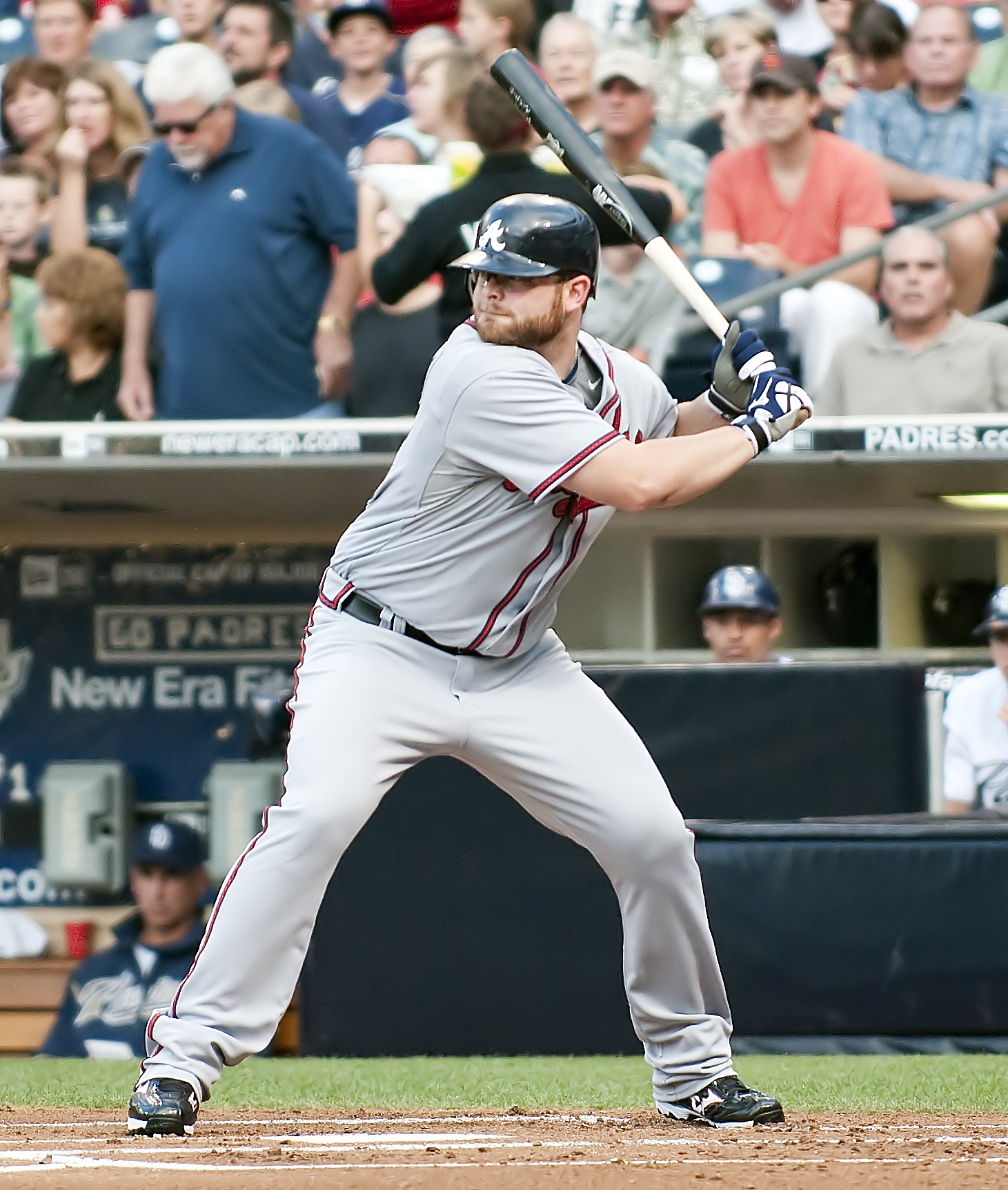
アトランタ・ブレーブスでの現役時代
（2009年8月3日）

2007年2月28日にブレーブスと1年契約を結んだが、開幕前の3月22日に総額2780万ドルの6年契約+出来高（2013年・1200万ドルの球団オプション付き）を結んだ。ジョン・シャーホルツGMは「特別な選手だから、特別な契約なんだ」と、年俸調停資格を得ていない選手としては異例の大型契約をマッキャンに与えた。ただこの年のレギュラーシーズンは左膝痛を抱えながら出場したため、打率.270、18本塁打、92打点に終わる。2008年は左膝痛もなくなり、打率.301、23本塁打、87打点で本塁打・打点のチーム二冠。2006年以来の打率3割・20本塁打を達成した。
2009年はシーズン開幕前の3月に開催された第2回ワールド・ベースボール・クラシック（WBC）のアメリカ合衆国代表に選出された。同大会ではチームに故障者が続出したこともあって、本職の捕手以外に左翼守備に就く場面もあった。大会通算では6試合に出場し、打率.333、1本塁打、6打点を記録した。シーズンでは4月5日のMLBレギュラーシーズン開幕戦から「4番・捕手」として出場。しかし、この頃から左目の視界がぼやけるようになった。2007年シーズン終了後には視力矯正のためレーシック手術を受けたこともあるマッキャンは「野球をしていなかったら、ほっといて、それで治ると思う」としていたが、結局この現象は感染症であることが判明し、4月下旬には故障者リスト入りすることに。故障者リスト入り時点での打率は.195と、2割を下回る低水準だった。5月上旬に眼鏡をかけて復帰したマッキャンは、その後復調。最終的に捕手としてリーグ1位となる21本塁打、94打点、OPS.834を記録し、3度目のシルバースラッガー賞受賞となった。
2010年は5年連続となるオールスターゲーム選出を果たす。試合では、ナショナルリーグが0-1と1点ビハインドで迎えた7回表二死満塁の場面で打席に立ち、マット・ソーントンから走者一掃の逆転適時二塁打を放った。試合はこのまま3-1で終了。ナショナルリーグが14年ぶりの勝利を手にし、決勝打のマッキャンがMVPに選ばれた。シーズンでは、2006年の正捕手定着以来、いずれも自己最低となる打率.269、77打点に終わったが、本塁打を21本放ち、3年連続で20本塁打以上を記録した。
2011年はシーズン前半は好調で.310、15本塁打とMVP候補と目されていた。しかし、7月26日のピッツバーグ・パイレーツ戦で盗塁を刺そうとした際にあばらの筋肉を痛めて故障者リスト入り。18日後に復帰するも打率が.178と不調に陥ったままシーズンを終えたが、シルバースラッガー賞は4年連続で受賞した。
2012年は序盤から右肩の痛みに苦しみ、6月にはジョニー・ベンタースのワンバウンドの投球を膝に受け靭帯を痛めた。右肩の故障が響き、打撃は不振で、打率、出塁率、長打率、OPSが自己最低の成績となり、オールスター出場やシルバースラッガー賞を逃した。一方守備防御点や盗塁阻止率など、守備に関しては例年通りの成績だった。オフの10月30日にブレーブスが1200万ドルの球団オプションを行使した。
2013年は102試合に出場し、打率.256、20本塁打、57打点だった。オフの10月31日にFAとなった。11月4日にブレーブスが1410万ドルのクオリファイング・オファーを提示したが、11月11日に拒否した。

### ヤンキース時代
2013年12月3日にニューヨーク・ヤンキースと総額8500万ドルの5年契約（トレード拒否権と2019年・1500万ドルのベスティング・オプション付き）を結んだ。

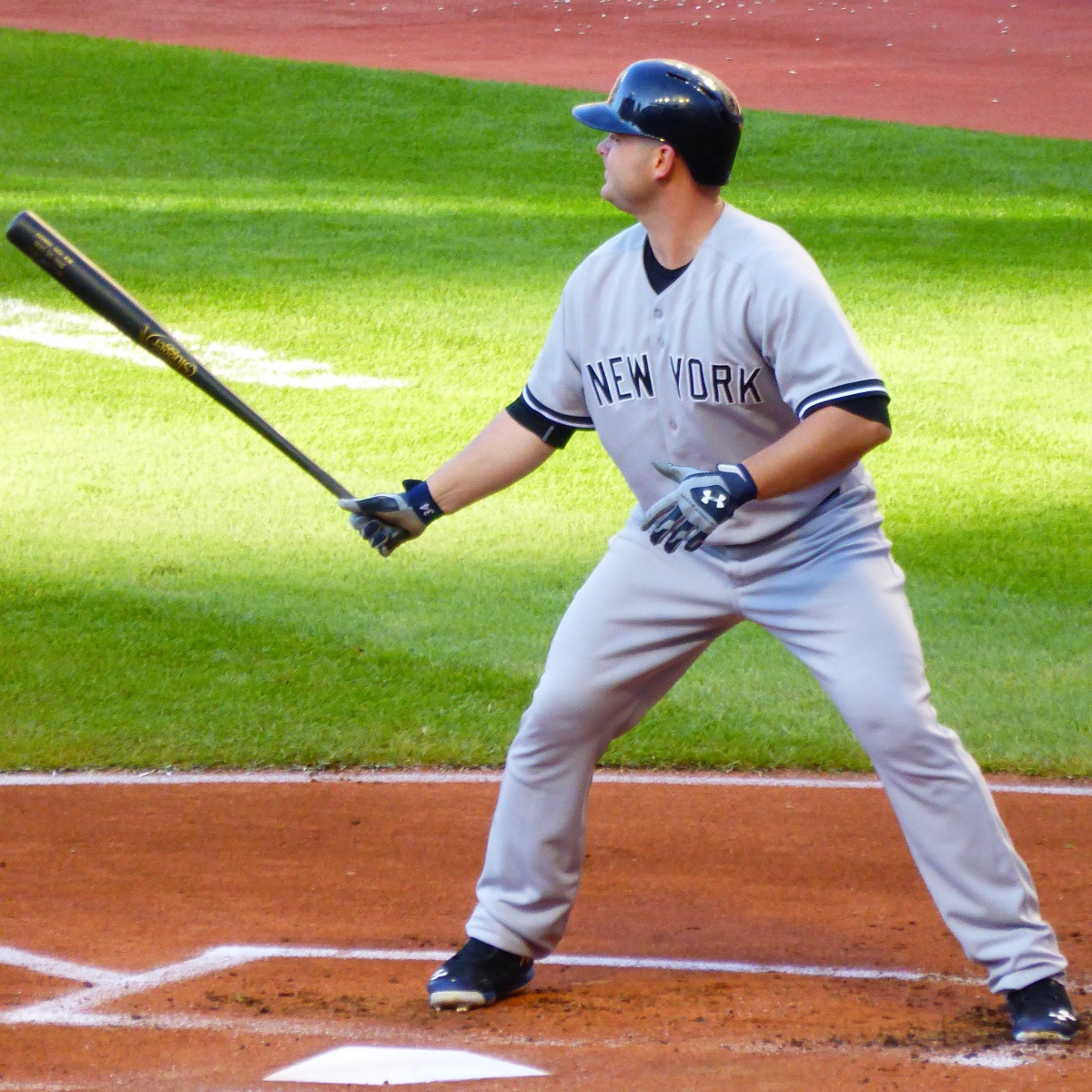
ニューヨーク・ヤンキースでの現役時代
（2014年7月8日）

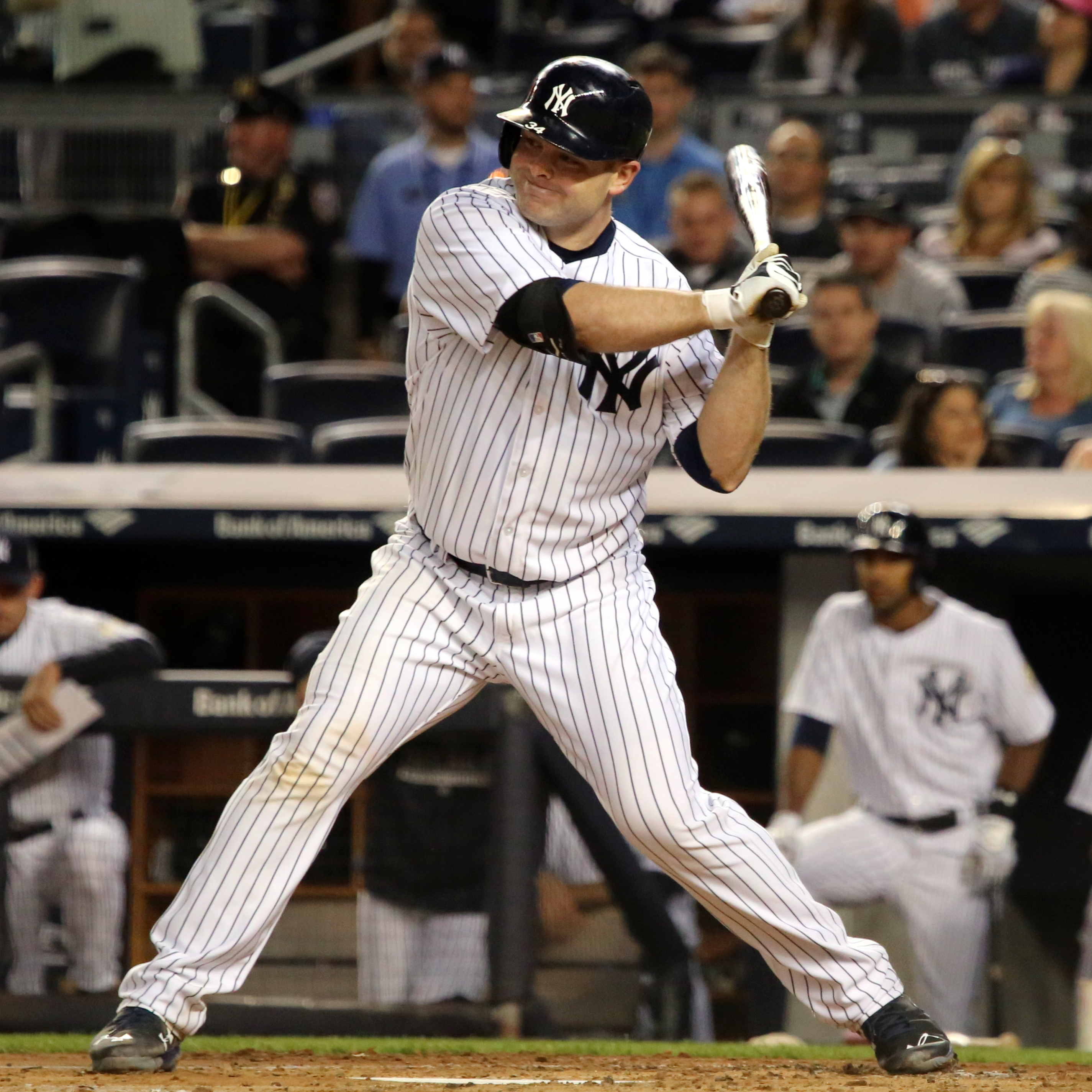
ニューヨーク・ヤンキースでの現役時代
（2015年5月24日）

2014年は、開幕から打率が2割台前半から中盤を推移するなど打撃の調子が上がらず、前半戦は打率.239、本塁打10、出塁率.294、長打率.377で折り返す。8月8日のクリーブランド・インディアンス戦で、マイク・アビレスのファウルボールをマスクに受けた影響で脳震盪を起こし途中交代、試合後に故障者リスト入りした。8月17日に復帰。後半戦は本塁打13、長打率.453と長打力は盛り返したものの、打率.221、出塁率.274と前半戦より数字を落とした。この年は最終的にキャリア3番目の140試合に出場、7年連続の20本塁打を記録し、本塁打と打点でチーム二冠だった。その一方で、出塁率・OPSともにキャリア最低だった。
2015年は135試合に出場し、打率こそ2年連続で.232に留まったが、いずれも自己最多、最多タイとなる26本塁打、94打点という成績を残し、8年連続20本塁打以上も記録した。得点圏では.299、OPSは.959だった。
2016年は、シーズン後半戦に若手のゲイリー・サンチェスが台頭してきた事もあり、指名打者での出場も増えた。ヤンキース移籍後では最少の130出場に留まり、3年ぶりに規定打席未達だったが、移籍後では最高の打率.242を記録したほか、9年連続20本以上となる20本塁打、58打点を記録した。

### アストロズ時代
2016年11月17日にアルバート・アブレイユ、ホルヘ・グーズマンとのトレードで、金銭と共にヒューストン・アストロズへ移籍した。残り2年総額3400万ドルを残していたが、アストロズ側が2300万ドル肩代わりすることで同意された。
2017年は97試合の出場で打率.241、18本塁打、62打点に留まったが、ポストシーズンでは正捕手としてほとんどの試合に先発出場して自身初の世界一を経験した。
2018年は63試合の出場にとどまり、打率.212、7本塁打と不振に終わるも、4月23日に捕手として史上10人目の11000刺殺を記録した。オフの10月31日にFAとなった。

### ブレーブス復帰
2018年11月26日に古巣のブレーブスと単年200万ドルで契約した。
2019年シーズンはタイラー・フラワーズと出場機会を分け合う形で85試合に出場し、打率.249、12本塁打、45打点を記録。6月14日には通算1000打点目をサヨナラ安打で飾った。シーズン終了後の10月9日に現役引退を表明した。

## 選手としての特徴
守備では、守備防御点では2008年に+8を記録した以外の年は毎年マイナスで、ゴールドグラブ賞やフィールディング・バイブル・アワードを受賞したことはない。しかしリード面や人格面の評価は高く、トミー・ハンソンは「彼はチームのみんなに気を配っていてよく笑わせるんだ。すばらしいバッター、すばらしいキャッチャー、すばらしいチームメイトが1つのパッケージになっている感じだね」と語っている。
打球のほとんどが右方向のプルヒッターであるため極端な守備シフトを敷かれるようになってから成績が急激に低下した。

## 詳細情報

### 年度別打撃成績
| 年 度     | 球 団     | 試 合 | 打 席 | 打 数 | 得 点 | 安 打 | 二 塁 打 | 三 塁 打 | 本 塁 打 | 塁 打 | 打 点 | 盗 塁 | 盗 塁 死 | 犠 打 | 犠 飛 | 四 球 | 敬 遠 | 死 球 | 三 振 | 併 殺 打 | 打 率 | 出 塁 率 | 長 打 率 | O P S |
| --------- | --------- | ----- | ----- | ----- | ----- | ----- | -------- | -------- | -------- | ----- | ----- | ----- | -------- | ----- | ----- | ----- | ----- | ----- | ----- | -------- | ----- | -------- | -------- | ----- |
| 2005      | ATL       | 59    | 204   | 180   | 20    | 50    | 7        | 0        | 5        | 72    | 23    | 1     | 1        | 4     | 1     | 18    | 5     | 1     | 26    | 5        | .278  | .345     | .400     | .745  |
| 2006      | ATL       | 130   | 492   | 442   | 61    | 147   | 34       | 0        | 24       | 253   | 93    | 2     | 0        | 0     | 6     | 41    | 8     | 3     | 54    | 12       | .333  | .388     | .572     | .961  |
| 2007      | ATL       | 139   | 552   | 504   | 51    | 136   | 38       | 0        | 18       | 228   | 92    | 0     | 1        | 2     | 6     | 35    | 7     | 5     | 74    | 19       | .270  | .320     | .452     | .772  |
| 2008      | ATL       | 145   | 573   | 509   | 68    | 153   | 42       | 1        | 23       | 266   | 87    | 5     | 0        | 0     | 3     | 57    | 4     | 4     | 64    | 17       | .301  | .373     | .523     | .896  |
| 2009      | ATL       | 138   | 551   | 488   | 63    | 137   | 35       | 1        | 21       | 237   | 94    | 4     | 1        | 3     | 6     | 49    | 3     | 5     | 83    | 17       | .281  | .349     | .486     | .834  |
| 2010      | ATL       | 143   | 566   | 479   | 63    | 129   | 25       | 0        | 21       | 217   | 77    | 5     | 2        | 0     | 4     | 74    | 10    | 9     | 98    | 12       | .269  | .375     | .453     | .828  |
| 2011      | ATL       | 128   | 527   | 466   | 51    | 126   | 19       | 0        | 24       | 217   | 71    | 3     | 2        | 0     | 2     | 57    | 14    | 2     | 89    | 10       | .270  | .351     | .466     | .817  |
| 2012      | ATL       | 121   | 487   | 439   | 44    | 101   | 14       | 0        | 20       | 175   | 67    | 3     | 0        | 0     | 3     | 44    | 7     | 1     | 76    | 15       | .230  | .300     | .399     | .698  |
| 2013      | ATL       | 102   | 402   | 356   | 43    | 91    | 13       | 0        | 20       | 164   | 57    | 0     | 1        | 0     | 2     | 39    | 3     | 5     | 66    | 9        | .256  | .336     | .461     | .796  |
| 2014      | NYY       | 140   | 538   | 495   | 57    | 115   | 15       | 1        | 23       | 201   | 75    | 0     | 0        | 0     | 4     | 32    | 1     | 7     | 77    | 16       | .232  | .286     | .406     | .692  |
| 2015      | NYY       | 135   | 535   | 465   | 68    | 108   | 15       | 1        | 26       | 203   | 94    | 0     | 0        | 0     | 7     | 52    | 3     | 11    | 97    | 7        | .232  | .320     | .437     | .756  |
| 2016      | NYY       | 130   | 492   | 429   | 56    | 104   | 13       | 0        | 20       | 177   | 58    | 1     | 0        | 0     | 2     | 54    | 2     | 7     | 99    | 15       | .242  | .335     | .413     | .748  |
| 2017      | HOU       | 97    | 339   | 349   | 47    | 84    | 12       | 1        | 18       | 152   | 62    | 1     | 0        | 0     | 5     | 38    | 3     | 7     | 58    | 9        | .241  | .323     | .436     | .759  |
| 2018      | HOU       | 63    | 216   | 189   | 22    | 40    | 3        | 0        | 7        | 64    | 23    | 0     | 1        | 0     | 2     | 19    | 0     | 6     | 40    | 7        | .212  | .301     | .339     | .640  |
| 2019      | ATL       | 85    | 316   | 277   | 28    | 69    | 9        | 0        | 12       | 114   | 45    | 0     | 0        | 0     | 6     | 31    | 1     | 2     | 53    | 10       | .249  | .323     | .412     | .734  |
| MLB：15年 | MLB：15年 | 1755  | 6850  | 6067  | 742   | 1590  | 294      | 5        | 282      | 2740  | 1018  | 25    | 9        | 9     | 59    | 640   | 71    | 75    | 1054  | 180      | .262  | .337     | .452     | .789  |

### 年度別守備成績
| 年 度 | 球 団 | 捕手（C） | 捕手（C） | 捕手（C） | 捕手（C） | 捕手（C） | 捕手（C） | 捕手（C） | 捕手（C） | 捕手（C） | 捕手（C） | 捕手（C） | 一塁（1B） | 一塁（1B） | 一塁（1B） | 一塁（1B） | 一塁（1B） | 一塁（1B） |
| 年 度 | 球 団 | 試 合     | 刺 殺     | 補 殺     | 失 策     | 併 殺     | 守 備 率  | 捕 逸     | 企 図 数  | 許 盗 塁  | 盗 塁 刺  | 阻 止 率  | 試 合      | 刺 殺      | 補 殺      | 失 策      | 併 殺      | 守 備 率   |
| ----- | ----- | --------- | --------- | --------- | --------- | --------- | --------- | --------- | --------- | --------- | --------- | --------- | ---------- | ---------- | ---------- | ---------- | ---------- | ---------- |
| 2005  | ATL   | 57        | 310       | 21        | 3         | 1         | .991      | 5         | 27        | 22        | 5         | .185      | -          | -          | -          | -          | -          | -          |
| 2006  | ATL   | 124       | 778       | 39        | 9         | 6         | .989      | 5         | 91        | 70        | 21        | .231      | -          | -          | -          | -          | -          | -          |
| 2007  | ATL   | 132       | 907       | 53        | 13        | 9         | .987      | 6         | 89        | 70        | 19        | .213      | -          | -          | -          | -          | -          | -          |
| 2008  | ATL   | 138       | 879       | 70        | 9         | 9         | .991      | 7         | 120       | 93        | 27        | .225      | -          | -          | -          | -          | -          | -          |
| 2009  | ATL   | 127       | 924       | 58        | 12        | 7         | .988      | 7         | 100       | 76        | 24        | .240      | -          | -          | -          | -          | -          | -          |
| 2010  | ATL   | 136       | 972       | 64        | 14        | 12        | .987      | 5         | 120       | 84        | 36        | .300      | -          | -          | -          | -          | -          | -          |
| 2011  | ATL   | 126       | 978       | 78        | 5         | 14        | .995      | 7         | 133       | 104       | 29        | .218      | -          | -          | -          | -          | -          | -          |
| 2012  | ATL   | 114       | 845       | 51        | 2         | 4         | .998      | 6         | 100       | 76        | 24        | .240      | -          | -          | -          | -          | -          | -          |
| 2013  | ATL   | 92        | 729       | 34        | 4         | 1         | .995      | 3         | 62        | 47        | 15        | .242      | -          | -          | -          | -          | -          | -          |
| 2014  | NYY   | 108       | 859       | 62        | 2         | 4         | .998      | 10        | 78        | 49        | 29        | .372      | 16         | 100        | 9          | 1          | 7          | .991       |
| 2015  | NYY   | 126       | 980       | 69        | 7         | 5         | .993      | 1         | 78        | 50        | 28        | .359      | 10         | 12         | 0          | 0          | 0          | 1.000      |
| 2016  | NYY   | 92        | 773       | 36        | 4         | 4         | .995      | 6         | 61        | 47        | 14        | .230      | 3          | 5          | 0          | 0          | 0          | 1.000      |
| 2017  | HOU   | 95        | 905       | 48        | 5         | 4         | .995      | 6         | 62        | 54        | 8         | .129      | -          | -          | -          | -          | -          | -          |
| 2018  | HOU   | 62        | 569       | 27        | 3         | 1         | .995      | 3         | 28        | 19        | 9         | .321      | -          | -          | -          | -          | -          | -          |
| 2019  | ATL   | 83        | 640       | 19        | 3         | 3         | .995      | 7         | 45        | 36        | 9         | .200      | -          | -          | -          | -          | -          | -          |
| MLB   | MLB   | 1612      | 12048     | 729       | 95        | 84        | .993      | 84        | 1194      | 897       | 297       | .249      | 29         | 117        | 9          | 1          | 7          | .992       |

### 表彰
- シルバースラッガー賞（捕手部門）：6回（2006年、2008年 - 2011年、2015年）
- MLBオールスターゲームMVP：1回（2010年）
- 週間MVP：1回（2013年7月8日）

### 記録
- オールスターゲーム選出：7回（2006年 - 2011年、2013年）

### 背番号
- 16（2005年 - 2013年、2017年 - 2019年）
- 34（2014年 - 2016年）

### 代表歴
- 2009 ワールド・ベースボール・クラシック・アメリカ合衆国代表